# Pusztabánya

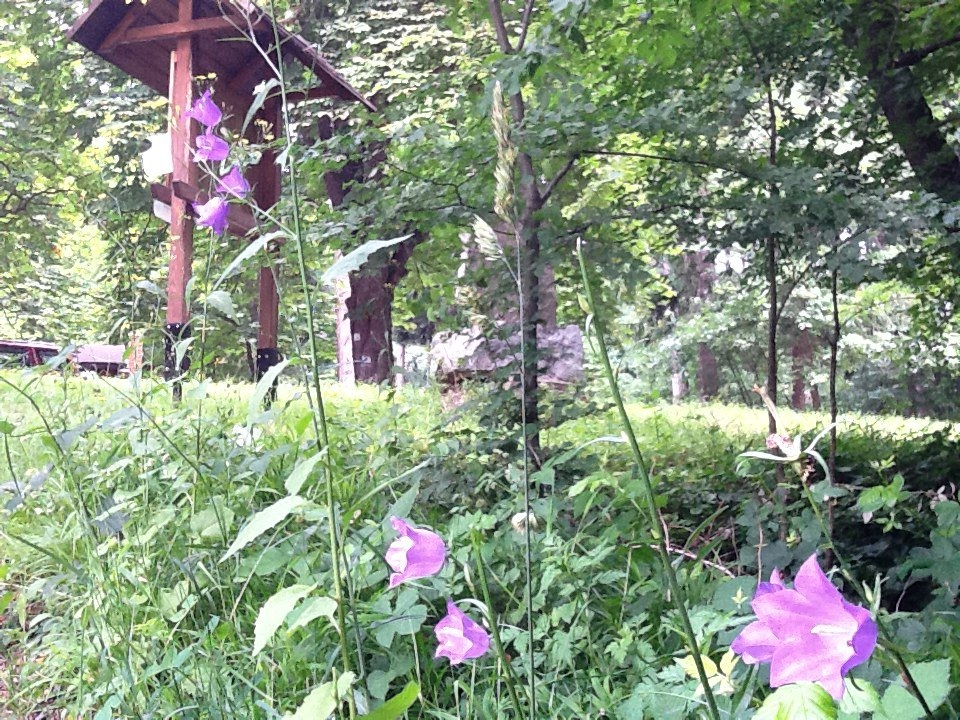
Pusztabánya nyáron

Pusztabánya valamikori település a Kelet-Mecsekben, ma a mecseki túrák egyik kedvelt pihenőhelye.

## Megközelítése
Pusztabánya mintegy 400 méteres magasságban fekszik, a Hidasi-völgy völgyfőjének oldalán emelkedő fennsíkon, kora kréta homokkő és bazalt alapkőzeten. Gépkocsival a Zobákpusztánál kezdődő erdészeti úton közelíthető meg. Gyalogosan a leggyakoribb útvonal Hosszúhetény, illetve a szomszédságában lévő Püspökszentlászló felől vezet Pusztabányára (Püspökszentlászlóról mintegy 2 km-es erdei séta).
Hosszúhetény felől végighaladva Püspökszentlászlón, a falucska végén a kék háromszög jelű útra kell rátérni. Egy mezőn, aztán fák közt visz az út, a Kis-tóti-völgyön keresztül a Daragói Nagy forráshoz, ezután lassan emelkedik az út és balról lesz a rekonstruált üveghuta.
Végigmegyünk a falu egyetlen utcáján, melynek csak a hegy-felőli oldalán állnak házak, a másik oldalon csupán az öreg harangtorony árválkodik. Az utolsó ház után (7,5 km) jobbra, a kék háromszög jelű útra térünk. Széles mezőn, majd fák közé érve a Kis-tóti-völgyön a Daragói Nagy forráshoz érünk. Az út fokozatosan emelkedik, nemsokára meglátjuk balról az üveghuta-rekonstrukciót és egy  régi kemence maradványait (9,5 km). 

## Története
Pusztabánya egyike a környék azon településeinek, ahol valamikor üveget fújtak a német bevándorló lakosok. Ennek a foglalkozásnak az emlékét mai is őrzik a közeli falucskák német nevei. A ma is lakott Kisújbányától (Neuglashütte) és Óbányától (Altglashütte) eltérően Pusztabánya teljesen elnéptelenedett, házaiból már semmi sem látszik. Valamikor kb. kétszáz lelkes falu lehetett, 'Vitriaria' néven, amit a Bajorországból és a Fekete-erdő  vidékéről betelepített üvegművesek népesítettek be. A közelben kvarchomok bánya volt, amire szükség volt az üvegkészítéshez.
Egyes vélemények szerint Kisújbányát a továbbvándorló pusztabányaiak alapították, miután környékükön megfogyatkozott a kemencék fűtéséhez szükséges fa. Ma sűrű erdő borítja.
Ezen a helyen az 1780-as és az 1810-es évek között fújtak üveget. Amikor a tüzelőfa megfogytával az üvegfújók elmentek, a helyen nem maradt állandó település, így senki nem használta fel a kemencék építőanyagát másra és fennmaradhattak. Más forrás szerint  1754 után már megszűnt itt az üvegkészítés.

## Látnivalók

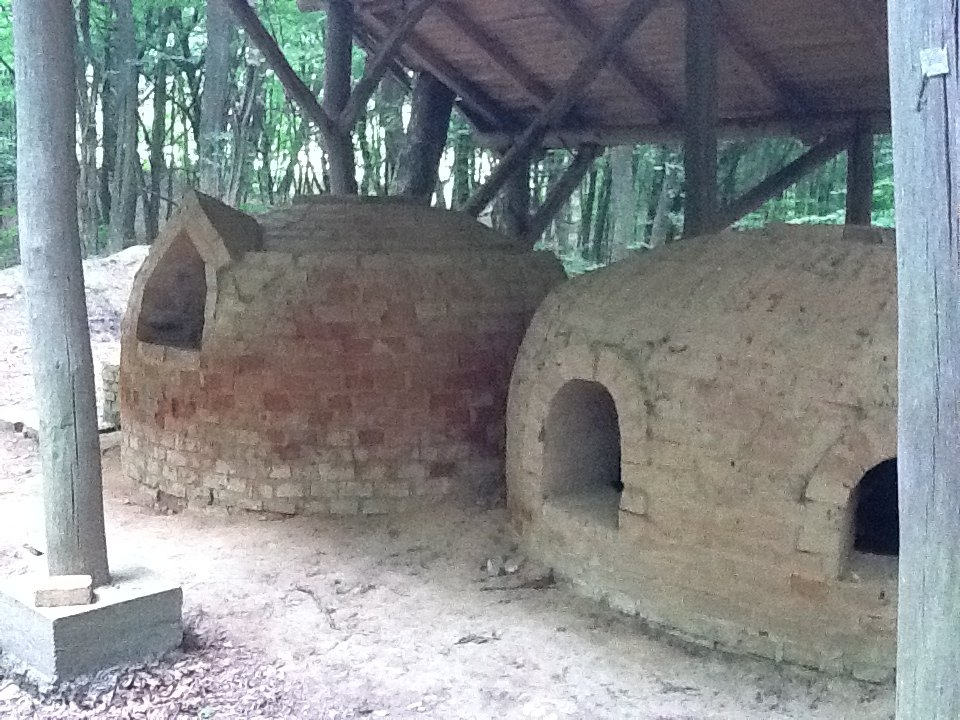
Helyreállított üvegfúvó kemencék.

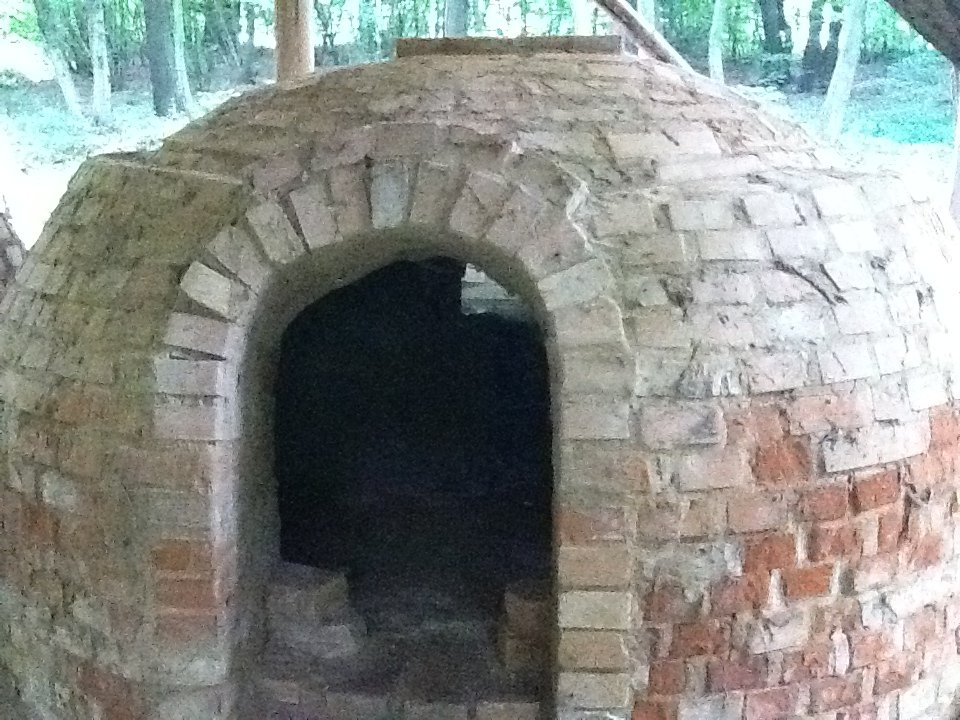
Üvegfúvó kemence ajtaja.

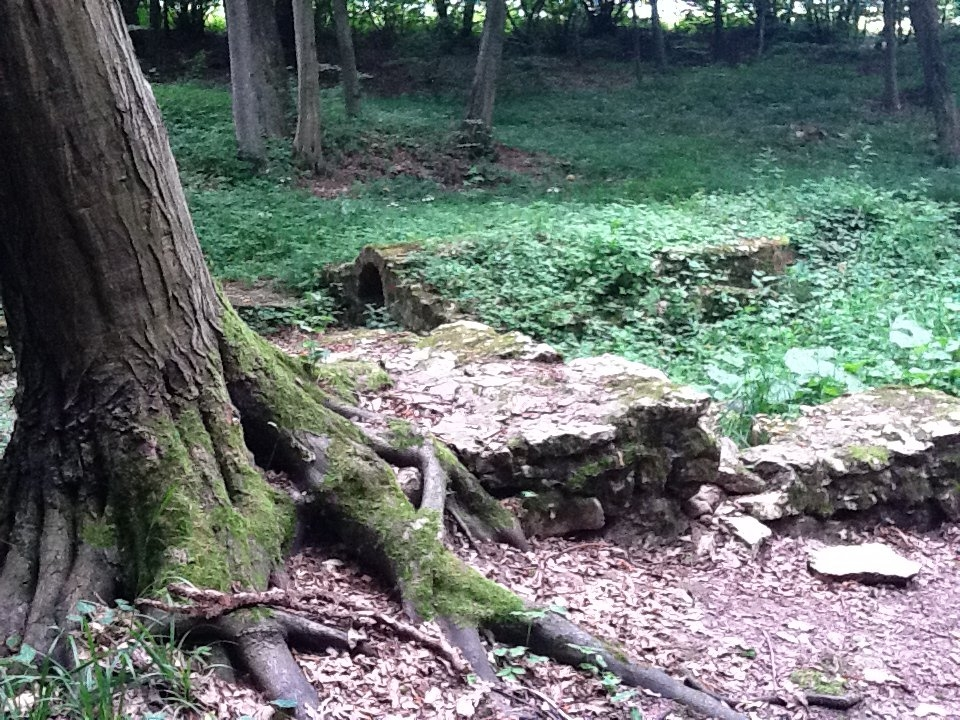
Üvegfúvó kemence romjai.

A Pusztabányai réten ma kulcsosház és vadászház áll. A környező erdőkben 18. századi üvegfújó kemencéket tártak fel. Ezek közt van, amit működőképes állapotba hoztak és időnként használatba is vesznek kéküveg fújására. Története tájékoztató táblán olvasható. A kemencemaradványokat a Mecseki Erdészeti Zrt  Archiválva 2007. január 6-i dátummal a Wayback Machine-ben gondozza ipartörténeti emlékhelyként. 
A hosszúhetényiek és püspökszentlászlóiak májusban majálist szoktak tartani a pusztabányai réten.
Az üveghuta felújítására 1995 nyarán került sor, a Mecseki Erdészeti Rt. támogatásával. Az Országos Erdészeti Egyesület éves vándorgyűlésére készült el. A régi kemencék romjai mellett felépített két kemencében Asztalos Erzsébet üvegművész irányításával hutakék üveget készítettek, hatnapos felfűtés után. 
A nagy tisztáson, a kulcsos turistaháznál látható Szatyor Győző pécsi faszobrász Életfa című alkotása.
Rövid erdei séta Pusztabányáról a természetjárók közt népszerű Hidasi-völgy.

## Külső hivatkozások
- Hosszúhetényi Falusi Turizmus és Vendégvárók Egyesülete
- Zengőlak programajánlat
- termeszetbarat.hu